# بروس كوسينسكي
بروس كوسينسكي (بالإنجليزية: Bruce Kuczenski)‏ مواليد 3 فبراير 1961 في بريستول، هو لاعب كرة سلة أمريكي سابق. تم اختياره من قبل فريق بروكلين نتس خلال الدرافت. يبلغ طوله 6 قدم 10 بوصة (2.1 م).

## المسيرة الاحترافية
لعب مع بروكلين نتس في سنة 1983، ثم لعب مع فيلادلفيا سفنتي سيكسرز في سنة 1984، ثم لعب مع إنديانا بايسرز في سنة 1984، ثم لعب مع نادي بلد الوليد لكرة السلة في الدوري الإسباني في موسم 1985–1986، ثم لعب مع ريمس شمبانيا في الدوري الفرنسي في موسم 1987–1988.

## روابط خارجية
- بروس كوسينسكي على موقع إن بي أي (الإنجليزية)
- بروس كوسينسكي على موقع سبورتس رفرنس (الإنجليزية)
- بروس كوسينسكي على موقع الدوري الإسباني لكرة السلة (الإسبانية)
- بروس كوسينسكي على موقع كلية كرة السلة في سبورتس رفرنس.كوم (الإنجليزية)
- بروس كوسينسكي على موقع ريلجم (الإنجليزية)
- بروس كوسينسكي على موقع بروبوليرز (الإنجليزية)
- بروس كوسينسكي على موقع سبورتس رفرنس (الإنجليزية)